# Taldom
Taldom (rusky Та́лдом) je město v Moskevské oblasti v Ruské federaci. Při sčítání lidu v roce 2010 měl přes 13 tisíc obyvatel.

## Poloha
Taldom leží na severu Moskevské oblasti, přibližně 110 kilometrů severně od Moskvy a jen zhruba deset kilometrů od hranice Tverské oblasti. Nejbližší města v sousedství jsou Kimry osmnáct kilometrů severně (v Tverské oblasti) a Dubna přibližně třiadvacet kilometrů západně (v Moskevské oblasti).

## Dějiny
První zmínka o Taldom je z roku 1677. V průběhu 19. století se zde rozvinul obuvnický průmysl.
V roce 1918 získal Taldom status města a byl přejmenován na Leninsk (Ленинск) k poctě Vladimíra Iljiče Lenina. V roce 1929 mu bylo vráceno původní jméno.